# 東京タワー 〜オカンとボクと、時々、オトン〜 (テレビドラマ)
『東京タワー 〜オカンとボクと、時々、オトン〜』（とうきょうタワー オカンとボクと、ときどき、オトン）は、リリー・フランキーが発表した同名小説を原作として、フジテレビ系「土曜プレミアム」で2006年11月18日に放送された日本のテレビドラマ、および同局系「月9」枠で2007年1月8日から3月19日まで放送された日本の連続テレビドラマ。
以下の2作が存在するが、本項ではその両者について記載する。
1. 2006年11月18日に放送された単発ドラマ。
2. 2007年1月8日から3月19日まで毎週月曜日に放送された連続ドラマ。

## 単発ドラマ版
フジテレビ系「土曜プレミアム」で2006年11月18日の21時から22時54分に放送された。主演は田中裕子と大泉洋。大泉は、ゴールデンドラマ初主演であった。

### 製作（単発ドラマ版）
多数寄せられたオファーの中から、作者がドラマ化を委ねたのは演出家、プロデューサーの久世光彦であった。これは、久世が自らの手で演出することを切望したことと、作者が久世ドラマのファンであったことがその理由である。
制作を久世が経営するテレビ制作会社カノックスが手がけ、放送局はフジテレビに決定した。演出にあたって久世は、東京キー局では主役経験の少ない大泉洋を主演に抜擢。その一方で田中裕子を母親役に据え、ほかにも加藤治子や小林薫・樹木希林らに声を掛けるなど着実に準備を進めていた。
しかし、脚本も完成し、クランクインが直前となった2006年3月に久世が急逝したことから、一時は制作中止も検討された。だが、残されたスタッフは久世の遺志を尊重する形での制作続行を決めた。
演出にフジテレビの西谷弘を新たに起用し、「最後の久世作品」という特別な意味合いを持つ中で撮影は進み、2006年7月29日にフジテレビ系「土曜プレミアム」枠で放送することも決定していた。
しかし、放送直前の2006年7月に杉本春男役だった山本圭一が暴行事件を起こし、同日の放送が中止となった（通常は映画枠のため、「オーシャンズ11」に差し替え）。杉本は物語上重要な役柄であり、その出演シーンのみをカットすることは不可能と判断された。そのため代役として塚地武雅（ドランクドラゴン）を起用し、杉本の出演シーンを撮り直して再編集が行われた。こうした紆余曲折を経て、ようやく同年11月18日に「土曜プレミアム」枠で芸術祭参加作品として放送された。
関東地区の平均視聴率は15.4%、主演のボク役の大泉洋の出身地である北海道地区（北海道文化放送）では平均視聴率27.9％（いずれもビデオリサーチ調べ）と高視聴率を記録した。

### キャスト
- 中川（藤本）栄子（"オカン"） - 田中裕子
- 中川雅也（"ボク"） - 大泉洋（少年時代：神木隆之介）
- 成田真沙美 - 広末涼子
- 藤本法子（オカンの妹） - 大塚寧々
- 梶村信枝（オカンの姉） - 松金よね子
- 中川弘治（"オトン"） - 蟹江敬三
- 藤本種（オカンの母） - 加藤治子
- 方南町の大家 - 樹木希林
- 奥寺 - 小林薫
- 輪島 - 竹中直人
- 榎本 - 佐藤隆太
- 前野範人 - 岡田義徳（少年時代：米谷真一）
- 杉本春男（バカボン） - 塚地武雅（ドランクドラゴン）（少年時代：細山貴嶺）
- 多田羅正行 - 蛭子能収
- 由紀子 - 尾野真千子
- 役名なし（エキストラ出演） - 久本雅美
- 芥正彦、橘ユキコ、野村恵里、田根楽子、四谷シモン、すわ親治

### スタッフ（単発ドラマ版）
- 原作 - リリー・フランキー
- 脚本 - 土田英生
- 主題歌 - BEGIN「東京（オリジナル歌唱：マイ・ペース）」
- 演出 - 久世光彦、西谷弘（フジテレビ）
- 撮影 - 津田豊滋、大石弘宜
- 技術協力 - バスク
- 美術協力 - アックス
- VFX - 白組
- スタジオ - 緑山スタジオ・シティ
- 企画 - 久世光彦（カノックス）、和田行・小松純也（フジテレビ）
- プロデューサー - 三浦寛二・三輪源一（カノックス）
- 制作 - フジテレビ、カノックス

## 連続ドラマ版
フジテレビ系の「月9」枠で2007年1月8日から3月19日まで、毎週月曜日21:00 - 21:54に放送された。主演は速水もこみち。
初回視聴率が放送当時歴代月9ワースト2位の14.2%（1989年に放送された「同・級・生」以来、第一話における視聴率が17年半振りの15%割れとなった。）と低調なスタートとなったが、最終回は最高18.1%を記録した。
アメリカ合衆国でもフジテレビがケーブルテレビで放送した。

### 製作（連続ドラマ版）
原作者リリー・フランキーの母校、武蔵野美術大学が実名で登場し、撮影も同大学で行われている。ただし、リリーフランキー自身は舞台美術などを学ぶ「空間演出デザイン学科」の卒業生であるが、ドラマ上で「ボク」は「視覚伝達デザイン学科」の卒業生となっている。ちなみにドラマで美術を担当したフジテレビ・鈴木賢太も武蔵野美術大学空間演出デザイン学科の卒業で、リリーの後輩にあたる。
主に第1話放送分を中心に福岡県（田川、小倉、等）でロケが行われた。

### 登場人物

#### 中川家
中川 雅也（ボク）
演 - 速水もこみち（少年期：広田亮平）
1970年11月4日生まれ。あだ名は、「マー君」。兆治からは「チビ」と呼ばれている。武蔵野美大造形学部視覚伝達デザイン学科卒業。基本的にのんびりしており自由な性格である。マイペースな性格でよく遅刻する。運が悪い時やがっかりした時に発する「なんでな～ん」というのが口癖。
昔からとても甘えん坊で小心者、人見知りも激しくいつも栄子の後ろの隠れるような子だった。その後成長するにつれ、栄子の世話焼きに少々煩わしさを感じるようになる。しかし、自分を案じて上京してきた栄子や仲間たちとの生活を通じ、彼女の人柄を心から尊敬するようになる。
父親に似て絵が得意で美大受験のための予備校には通わず、独学で美大に現役合格している。ゴキブリが大の苦手。巨人ファンで自室の壁には原辰徳のポスターを貼っている(後に松井秀喜のポスターに変えている)。
中川 栄子（オカン）
演 - 倍賞美津子
雅也の母。筑豊の炭鉱町（鞍手郡宮西町。旧宮田町がモデル）生まれ。31歳の時に27歳だったオトンと結婚したがのちに別居。料理屋と青果市場に勤め、女手ひとつで雅也を育てた。仕送りや差し入れなども欠かさない。店の常連から「栄子ちゃん」と呼ばれている。癌が見つかってから上京するが、当初、雅也には隠していたため、悪化して入院した時に雅也は初めて栄子がガンに冒されている事を知る事となる。
一人息子の雅也を溺愛しており、かまい過ぎるほど世話を焼く。料理上手で、特に丹精込めた手作りのぬか漬けは雅也の好物。雅也に限らず周りの人にも面倒見がよく、上京後は東京で暮らす鳴沢やまなみたちの『第二の母親』的存在となる。人当たりの良さと持ち前の明るい人柄で年齢に関係なく周りの人から慕われる。
兆治からもらった真珠の指輪を大事にしている。本人によると40年以上花札をやっているため得意。酒の席などで、中条きよしの『うそ』を歌ったり、『炭坑節』を踊るのが十八番。
中川 兆治（オトン）
演 - 泉谷しげる
雅也の父。5人兄弟の長男。詳しい職業は不明だが強面の部下たちと仕事をしている。16歳で単身上京しており、その後大学生になるも挫折して中退した過去がある。雅也の東京行きに賛成する。栄子とは長年別居状態だが栄子や雅也と時々会っている。
雅也以上のマイペースで、自分中心的な性格。ゆっくりした話し方にどっしりと構えている。子どもの頃から不良。普段の言動に似合わず昔から絵を描くのが趣味で、その才能は雅也に受け継がれている。好きな歌は『夜の銀狐』(斉条史朗の歌)。

#### 雅也の筑豊時代からの友だち
山田 耕平
演 - 柄本佑（少年期：児玉真楽）
雅也の1年後輩。子供の頃からバカボンの愛称で友だちや栄子から呼ばれている。小学生の頃に出会ってから雅也を慕っており、高校卒業後に雅也から1年遅れて上京。栄子に頼まれ雅也を偵察に来るが、麻雀に没頭したり格闘家を目指したりと破天荒。熱しやすく冷めやすい性格で毎日を面白おかしく生きている。しかし、いざというときはしっかり意見する。最終回の後日談ではおもちゃ屋に就職した。
前野 和夫
演 - 山崎裕太（少年期：松田昂大）
筑豊時代の雅也の親友。小学校の頃に転校してきた雅也と同じクラスで、その後同じ高校に進学。小学生の頃は野球好きの元気な少年で、高校生になってからも良い事も悪い事もいつも共にする仲で、雅也の東京行きを羨ましがっていた。

#### 雅也の親族
藤本 香苗（ブーブおばちゃん）
演 - 浅田美代子
栄子の妹。筑豊で「ゐねや食堂」を経営。底抜けに明るいが、怒ると父親並みの説教が飛び出すことも。栄子とは姉妹仲が良く、姉思いで「姉さん（栄子）は働きすぎたい」が口癖。栄子には「姉さんは甘すぎる」と言ったり、栄子に甘えてばかりで勝手気ままなことを言っている雅也を戒める役割を担っている。
藤本 ハル（オカンの母）
演 - 赤木春恵
栄子の母。口数は少なく、あまり感情を表に出さない物静かな人者。働き者でリヤカーに商品を乗せて細々と暮らしている。別居した栄子が8歳の雅也を連れて実家に帰って来た時に約2年間一緒に暮らした。実は内緒で、雅也のために昭和33年の10円玉を死の直前まで集めてくれていた。彼女の死が自堕落な日々に甘んじていた雅也を立ち上がらせるきっかけとなる。
中川 富美子（オトンの母）　
演 - 佐々木すみ江
兆治の母。口が達者で世話好き。雅也が子供の頃に4人で暮らしていた。雅也を大事に思っており、一時期一緒に住んでいた雅也を「やっぱり栄子さんにはかなわない」と言い、栄子の元へと帰す。

#### 雅也の大学の同級生
鳴沢 一
演 - 平岡祐太
雅也の大学時代からの友人で雅也と同じ学科の同級生。あだ名は「なる」。真面目で友達思いな優しい性格で、大学卒業後も雅也とは仕事上でも関わりを持つ。美大卒業後は株式会社文英出版に就職するが、当初雑誌編集者と言っていたが嘘であった（注：実際には間違いなく出版社勤務の雑誌編集だが、現実は不本意な仕事を担当している。周囲が華やかな仕事だと誤解するのを訂正しなかった）。
自身は現実的な物の考え方の持ち主だが「俺は何一つ好きなことをできてない。お前（雅也）が羨ましいよ」と自由でマイペースに生きている雅也を羨ましく思っており嘆く。第7話では過労で倒れてしまう。
佐々木 まなみ（ボクの彼女）
演 - 香椎由宇
雅也と同じ美大の同級生。映像学科写真表現コース卒業。卒業後は「株式会社アップリングフォト」に就職し、カメラマンを目指している。雅也とは美大の受験前日の東京行きのバスの中で出会う。「ここ（東京タワー）が私の始まり。ここから私が始まるの」と言う。雅也と恋人として付き合いだしたのは卒業後。飾らない人柄で落ち着いた女性だが、ロマンチスト。北海道の旅館の娘。
澤田 玉夫
演 - 星野源
ロン毛の男
演 - 大橋智和
雅也の美大の友人。雅也と同じ学科の同級生。二人とも都会育ちなのかは不明だが、雅也と違いカルチャーショックもなく大学生活を楽しんでいる。一般的な若者らしく陽気な性格だが少々チャラい言動をする。卒業後は澤田は父親の会社で働く。ロン毛の男は本人曰く「ショボい代理店」に就職。

#### けやき荘(雅也が上京後最初に住んだアパート)の住人
徳本 寛人
演 - 高岡蒼甫
頭は金髪で、スカジャンや派手な色のシャツを好んで着ている。仕事は自動車整備士で、作中では1996年頃に勤続10年目を迎えている。ノリが良く根は真面目な性格だが、短気で怒りっぽくキレると我を忘れてしまう。ケンカに強く、酒も強い。
引越し後の雅也の部屋に手料理を食べに来ており、雅也の知り合いの中でも特に栄子の手料理が大好きで、作中ではよくご飯のお代わりをしている。高校の時に母親を殴ってしまい家を追い出されるが、栄子をきっかけにいつでも実家に帰れるようになった。最終話では母親を東京に招いていた。
レオ・リー (李 利歐)
演 - チェン・ボーリン
台湾人。なかなかの甘いマスクといつも笑顔で愛想はいいが、女にだらしがない。髪の毛を後ろで縛っている。仕事はキャバクラのボーイとして働いている。気の合う雅也たちと麻雀や花札するなど楽しく過ごしている。8年ほど故郷に帰っていないが、手塚によると台湾の実家にコツコツ仕送りをしているとのこと。雅也が引越してからは、栄子の手料理を食べに多々雅也の家へやってくる。
手塚 修一郎
演 - 石黒賢（特別出演）
雅也の向かいの部屋の住人。福島県出身だが、実家には十数年来帰っていない。売れないフリーライター。貧しい生活に臆することなく楽しんでいる。食費に困った時は、もやしをで飢えを凌ぐ。けやき荘の若者たちのお兄さんのような存在。いつも穏やかな人物だが、自堕落な生活をするようになった雅也に「お前はこの東京の中のゴミにもなれていないんじゃないのか」と苦言を呈す。モヤシ料理が得意。

#### まなみと徳本の母親
佐々木 恵子
演 - 朝加真由美
まなみの母。北海道の小樽市で『櫻雪苑』という旅館を経営。娘の上京には大学卒業後も反対しており「あんたのこと周りの人に言うの恥ずかしいわ」と言ったり、「ねぇ、いつ帰って来るの?」と帰郷を催促する。既に夫を亡くしており、倒産しかけの旅館を経営する。リンゴが好物。作中ではいつも和装で過ごしている。
徳本 洋子
演 - りりィ
寛人の母。10代の頃の素行の悪かった寛人が暴れたはずみでケガで流血して以来、息子とは疎遠になっている。

#### その他福岡に住む人々
「ゐねや食堂」の常連トリオ
演 - 清原 (春海四方)、(平賀雅臣)、野添義弘　
筑豊にある食堂の常連であり、栄子のファンのような存在。仲良く3人で集まっては楽しく飲んで盛り上がっている。
清原は農園を経営しており、一時期栄子をバイトで雇ってあげたことがある。
涼子　
演 - 深沢敦
小倉にあるニューハーフバーのママ。常連の兆治を「なーさん」の愛称で呼んでいる。ぽっちゃり体型で親しみやすい人柄。初めて店に訪れた雅也がちょっとした洗礼を受けた。

#### 医者たち
福岡の医者　
演 - 山田明郷
雅也の実家近くにある病院の医者。栄子の担当医。栄子が喉に違和感を訴えたため詳しく検査した結果、腫瘍であると診断して手術した。
小暮道治
演 - 菊池均也
作中の渋谷区にある甲状腺医療センターの医者。栄子を診察して、ガンを治すには手術しかないと診断する。
橋本慎一郎
演 - 佐々木勝彦
小暮から紹介された総合病院の医者。栄子の2回目の手術の執刀医。ちなみに病院は東京タワーの近くにある。
有馬恭介
演 - 伊藤正之　
橋本と同じ総合病院の医者。内科医。
山田医院の医師
演 -
東京の雅也のマンションの近所にある町医者。術後の栄子のかかりつけ医。

#### その他主な人物
中西 靖子
演 - 久保田磨希
上京した雅也が最初に住んだアパート『けやき荘』の大家。服は地味だが頭に赤いスカーフを着けているのが特徴。面倒見はよく、栄子からの手紙などを逐一持ってきてくれる。ただし家賃の催促は厳しく、雅也が半年ほど家賃を滞納した時は家財道具ごと部屋から一時退出させている。
共同トイレ風呂なしのアパート。ちなみに雅也の部屋は、103号室。扉には内側から見えるように「816230413」の数字が表記されている。
鳴沢の上司
演 - 金橋良樹
文英出版で働く鳴沢の上司。ミスをした鳴沢を大声で叱りつけるなど、仕事に厳しい性格だが彼に期待を寄せている。ハスキーな声が特徴。
逆巻 たい子
演 - 尾野真千子
渋谷区のお年寄り向けサークル・通称「白樺会」で開かれた編み物講座の講師。親しくなった栄子が暮らす雅也のアパートに何度か足を運ぶうちに、手塚と出会い親密になる。
栄子の東京での友人
演 - 大島蓉子、川俣しのぶ、ふくまつみ　
栄子と同じ世代のおばさんトリオ。栄子とともに「白樺会」の編み物講座を一緒に受けるなど仲が良い。雅也の家で何度か栄子の手料理をごちそうになる。
ボクのペット
雅也が東京のマンションに引っ越してから買ってきた白いウサギで、「ゴジラ」と名付けられる。雅也の自室のベランダで小さな小屋に入れられて飼われている。雅也の癒しとなっていた。
ちなみに雅也が高校3年生の頃は、実家で「さだはる」という別の白いうさぎを飼っていた。ただし「ゴジラ」も「さだはる」もエサやりなどの世話は栄子の役目となっている。

#### ゲスト出演
後藤 洋介 (第1話)
演 - 斎藤洋介
雅也の高校の担任。遅刻が多い雅也(作中では100回遅刻すると卒業できないとされる中、雅也は98回遅刻している)に色々と手を焼く。「お前はこのままで一体どこの大学に行くつもりだ?」と嫌味も言う。アゴが出ていることから、雅也からは陰で「モアイ」と呼ばれている。
渓谷謙太 (第2話)
演 ‐ 北見敏之
雅也の美大の先生。入学早々、都会での大学生活に馴染めず自堕落な日々を送り始めた雅也に「このままだと留年するぞ」と忠告した。この頃の雅也の絵から、人に何かを伝えたいという気持ちが感じられないと評価した。
西川貴志 (第3話)
演 - ピエール瀧
雅也が唯一受けた就職試験の面接官。雅也の履歴書の好きな言葉の欄に書いてあった「All You Need Is Love」(ビートルズの同名曲に感銘を受けたため)について、ビートルズの曲名とは知らずに「こんなクサい言葉、恥ずかしいよ。きみセンスないよ」と酷評した。
老紳士 (第3話)
演 - 金田龍之介
作中の建設省の政務次官。兆治の知り合いで美大卒業した雅也に会い、就職の口を聞いてあげようとした。
河村 由香 (第4話)
演 - 深浦加奈子
作中の月刊「Woman Style」の女性誌の編集者。鳴沢のつてで雅也を紹介され、雅也がイラストレーターとして初めての仕事を共にする。自分の才能に自信を持てなかった雅也に「面白いわ。だからもっとあなたらしく描いてみなさい」と励ます。

### スタッフ（連続ドラマ版）
- 原作 - リリー・フランキー
- 脚本 - 大島里美
- プロデューサー - 中野利幸
- 演出 - 久保田哲史、谷村政樹
- 音楽 - 澤野弘之、河野伸
- 挿入歌 - 関山藍果「motherhood 〜me & my mom〜 <Vocal Ver.>」（作曲：澤野弘之）
- 主題歌 - コブクロ「蕾」
- 制作 - フジテレビドラマ制作センター
- 制作著作 - フジテレビ

### 放送日程
| 各話                                                       | 放送日        | サブタイトル                         | 演出       | 視聴率 |
| ---------------------------------------------------------- | ------------- | ------------------------------------ | ---------- | ------ |
| 第1話                                                      | 2007年1月08日 | オカンとボクと時々オトン〜親子の別れ | 久保田哲史 | 14.2%  |
| 第2話                                                      | 2007年1月15日 | 涙の別れ後                           | 久保田哲史 | 15.6%  |
| 第3話                                                      | 2007年1月22日 | 祖母の最期                           | 谷村政樹   | 14.9%  |
| 第4話                                                      | 2007年1月29日 | 病いの宣告                           | 谷村政樹   | 16.0%  |
| 第5話                                                      | 2007年2月05日 | 最後の旅行                           | 久保田哲史 | 13.9%  |
| 第6話                                                      | 2007年2月12日 | オカン上陸                           | 久保田哲史 | 12.9%  |
| 第7話                                                      | 2007年2月19日 | オカンの心、ボク知らず               | 谷村政樹   | 14.8%  |
| 第8話                                                      | 2007年2月26日 | 時々オトン〜家族の絆                 | 久保田哲史 | 14.4%  |
| 第9話                                                      | 2007年3月05日 | 将来の約束                           | 谷村政樹   | 15.4%  |
| 第10話                                                     | 2007年3月12日 | 最期の選択                           | 久保田哲史 | 14.2%  |
| 最終話                                                     | 2007年3月19日 | 涙の最期                             | 久保田哲史 | 18.1%  |
| 平均視聴率 14.9%（視聴率は関東地区・ビデオリサーチ社調べ） |               |                                      |            |        |

- 初回は15分拡大（21:00 - 22:09）。

### 関連商品
サウンドトラック
- 東京タワー オカンとボクと、時々、オトン（2007年3月7日、ワーナーミュージック・ジャパン、WPCL-10397）

DVD
- 東京タワー オカンとボクと、時々、オトン DVD-BOX（2007年8月17日、ポニーキャニオン、PCBC-61228）

| フジテレビ系列 月曜21時枠の連続ドラマ            | フジテレビ系列 月曜21時枠の連続ドラマ                              | フジテレビ系列 月曜21時枠の連続ドラマ        |
| 前番組                                           | 番組名                                                             | 次番組                                       |
| ------------------------------------------------ | ------------------------------------------------------------------ | -------------------------------------------- |
| のだめカンタービレ （2006年10月16日 - 12月25日） | 東京タワー オカンとボクと、時々、オトン （2007年1月8日 - 3月19日） | プロポーズ大作戦 （2007年4月16日 - 6月25日） |